# The White Album (libro)
The White Album (en español El álbum blanco) es un libro de ensayos de la autora estadounidense Joan Didion, publicado el 19 de junio de 1979 por Simon & Schuster. Su título proviene del disco del 1968 de los Beatles y da nombre al primer ensayo de la colección. 
Los ensayos, escritos desde 1968 a 1978 y centrados en la política, sociedad y cultura norteamericana, aparecieron previamente en medios como Life y Esquire. En la mayoría de los casos los ensayos sufrieron revisiones y algunos de ellos fueron aumentados. The White Album junto a su libro anterior de ensayos Slouching Towards Bethlehem consagraron a Joan Didion como una de las ensayistas americanas por excelencia.
El libro no ha sido publicado en su totalidad en español pero una selección de los ensayos está incluida en la antología Los que sueñan el sueño dorado (2012) publicada por Penguin Random House.

## Orígenes
Tras la publicación de sus dos primeras novelas (Run River, Play It As It Lays) y de su primera colección de ensayos (Slouching Towards Bethlehem), Joan Didion recibió en 1974 un avance de 210.000 dólares para su tercera novela, A Book of Common Prayer, y un libro de ensayos que se convertiría en The White Album.
La temática de los ensayos escritos para diferentes medios y luego coleccionados en el libro era decidida por Joan Didion y no eran propuestos por editores. Uno de ellos sobre el Proyecto de Agua del Estado de California para el Esquire, fue escrito porque Didion “siempre había querido ver la habitación en la que controlan el agua, donde la encienden y la apagan en todo el estado, y también quería ver a mi madre y a mi padre".

## Ensayo que le da nombre
Este ensayo describe las impresiones de Didion sobre el periodo entre 1966 y 1971, centrándose en “la creación de mitos, su propia incertidumbre y la paranoia de la época”. Su frase inicial: “Nos contamos historias a nosotros mismos para poder vivir” es considerada una de las frases más famosas de la autora. Cuando fue preguntada si esa frase se podía considerar un credo personal, Didion afirmó que sí.
El ensayo utiliza una estructura de collage entrelazando diferentes textos y escenas entre las que aparecen: el juicio de Charles Manson, Linda Kasabian, una sesión en el estudio con el grupo The Doors, Janis Joplin y Huey Newton, cofundador del Partido Pantera Negra.

## Contenido

### 1. The White Album
- The White Album (1968-78) (El álbum blanco en Los que sueñan el sueño dorado).

### 2. California Republic
- James Pike, American (1976)
- Holy Water (1977) (Agua bendita en Los que sueñan el sueño dorado).
- Many Mansions (1977)
- The Getty (1977)
- Bureaucrats (1976)
- Good Citizens (1968–70)
- Notes Toward a Dreampolitik (1968–70) (Apuntes para una política de los sueños en Los que sueñan el sueño dorado).

### 3. Women
- The Women’s Movement (1972)
- Doris Lessing (1971)
- Georgia O’Keeffe (1976) (Con el mismo nombre en Los que sueñan el sueño dorado).

### 4. Sojourns
- In the Islands (1969–1977)
- In Hollywood (1973) (Hollywood en Los que sueñan el sueño dorado).
- In Bed (1968) (En la cama en Los que sueñan el sueño dorado).
- On the Road (1977) (De gira en Los que sueñan el sueño dorado).
- On the Mall (1975)
- In Bogotá (1974)
- At the Dam (1970)

### 5. On the Morning After the Sixties
- On the Morning After the Sixties (1970) (La mañana después de los años sesenta en Los que sueñan el sueño dorado).
- Quiet Days in Malibu (1976–1978)

## Recepción
El libro gozó de una considerable buena acogida en su lanzamiento. John Leonard en su crítica para el New York Times alabó su prosa aunque es crítico con su escritura fragmentada y su no mención a la guerra de Vietnam.  Para Michiko Kakutani, The White Album “demuestra la variedad de Didion como ensayista, su capacidad no sólo para retratar lo extraordinario y apocalíptico, sino también para apreciar lo ordinario.”
Charles Solomon de Los Angeles Times destacó que Didion era la cronista perfecta de Los Angeles “aunque le falte la profundidad hialina de Susan Sontag o la erudición clásica de Marguerite Yourcenar”.
Barbara Grizzutti Harrison fue una de las voces más críticas con la autora en su ensayo Joan Didion: Only Disconnect. Sobre The White Album tacha su estilo de vacío, lleno de trucos para “cerrar un párrafo o ensayo que amenaza con ir a ninguna parte” y de utilizar este estilo como argumentos. También crítica su posición política al tratar con infantilismo a movimientos políticos y su miopía.

## Influencia posterior
El escritor y ensayista Hilton Als explicó que The White Album le había ayudado a "evitar el sarcasmo y el escepticismo -las herramientas fáciles del periodismo- e intentar algo más difícil: el análisis informado por el contexto, aunque lo que se analice sea uno mismo."